# Ла-Рош-ан-Арден
Ла-Рош-ан-Арде́н (фр. La Roche-en-Ardenne, валлон. Li Rotche, нем. Fels im Ösling / Welschenfels, люкс. Welsch Fiels) — коммуна в Валлонии, расположенная в провинции Люксембург, округ Марш-ан-Фамен. Принадлежит Французскому языковому сообществу Бельгии. На площади 147,52 км² проживают 4267 человек (плотность населения — 29 чел./км²), из которых 49,85 % — мужчины и 50,15 % — женщины. Средний годовой доход на душу населения в 2003 году составлял 10 068 евро.
Почтовые коды: 6980, 6982, 6983, 6984, 6986. Телефонный код: 084.